# Sandy Baltimore
Sandy Madeleine Baltimore (Colombes, 19 febbraio 2000) è una calciatrice francese, centrocampista o attaccante del Chelsea e della nazionale francese.

## Carriera

### Club
Baltimore, di origini caraibiche (il nonno era di Guadalupa), si appassiona al calcio fin da giovanissima, iniziando a giocare all'età di 10 anni, unica ragazzina nella squadra giovanile del Cosmopolitan Club de Taverny, nel dipartimento della Val-d'Oise. Di formazione terzino sinistro, evolve negli anni il suo ruolo venendo schierata in seguito a centrocampo.
Notata dagli osservatori del Paris Saint-Germain, nel 2015 viene invitata nel club della capitale francese per proseguire la sua formazione in una squadra interamente femminile nel loro centro di formazione giovanile. Qui inizia a vestire la maglia del PSG nelle sue formazioni giovanili fino alla squadra Under-19 che disputa il campionato nazionale di categoria (Challenge National Féminin U19), vincendo il campionato 2015-2016 con la squadra che in finale supera per 3-1 le pari età dell'Olympique Lione.
Già un anno più tardi, durante la stagione 2016-2017, Baltimore viene aggregata alla prima squadra che disputa la Division 1 Féminine, massimo livello del campionato francese femminile di calcio, debuttando il 9 ottobre 2016, alla 4ª giornata, rilevando nel secondo tempo Hawa Cissoko nell'incontro vinto per 3-0 sul Metz. Quella risulterà l'unica presenza in campionato che il tecnico Patrice Lair concede alla giovane centrocampista, alla quale si aggiunge quattro giorni più tardi, il 13 ottobre, la sua prima presenza in UEFA Women's Champions League, nell'incontro di ritorno dei sedicesimi di finale della stagione 2016-2017 vinta per 4-1 sulle norvegesi del LSK Kvinner.

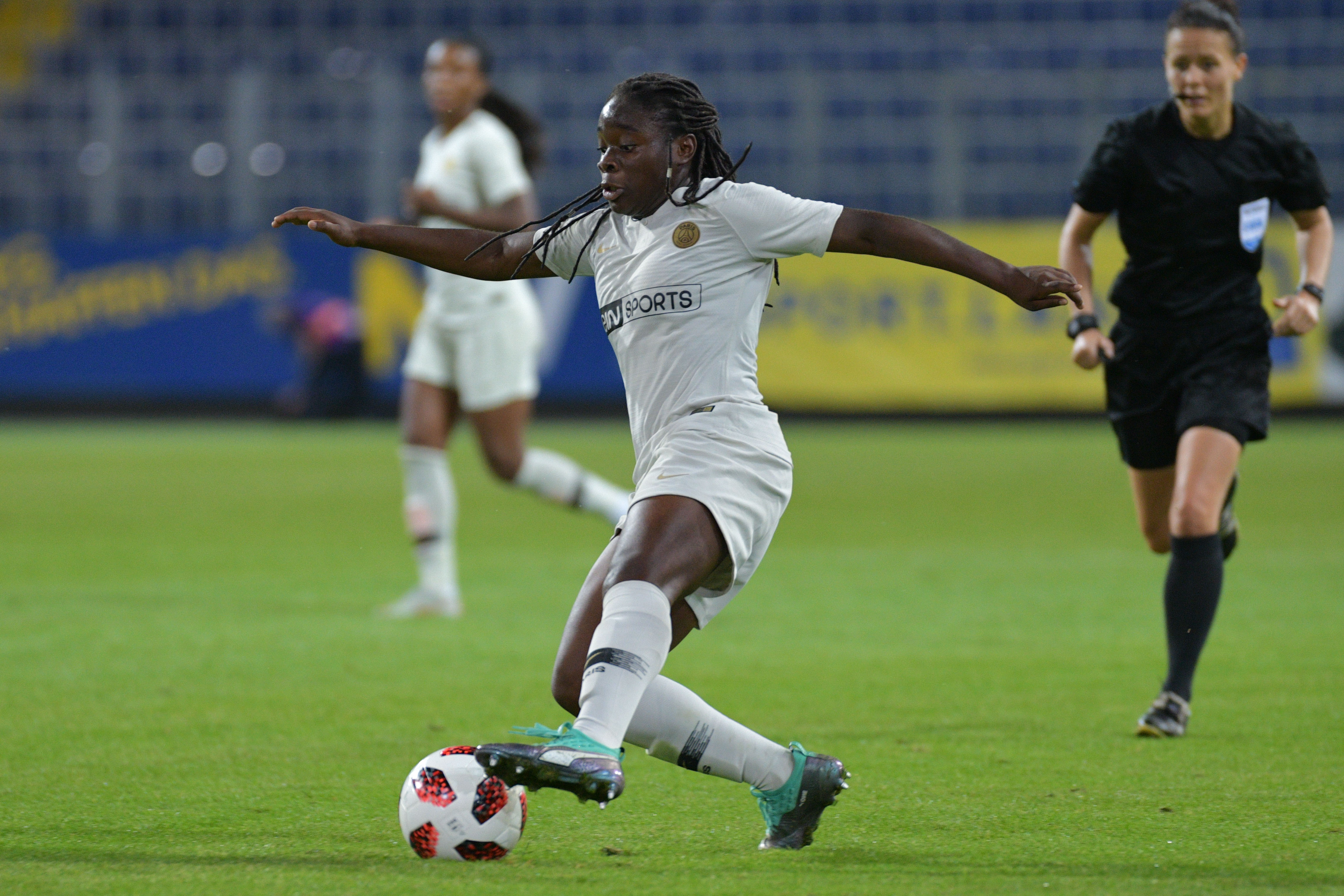
Baltimore in azione durante l'incontro di andata dei sedicesimi di finale della UEFA Women's Champions League 2018-2019 con le austriache del.

Dalla stagione successiva Lair la impiega con maggior frequenza, per lei 9 presenze in campionato, e 4 in Coppa di Francia, andando a segno sia nel primo, alla 16ª giornata, quella del parziale 2-0 sul Paris FC, incontro poi terminato 4-1, che in coppa, nei sedicesimi di finale, quella del parziale 4-1 sul Rodez (5-1 il risultato finale). La stagione vede per Baltimore anche la conquista del suo primo trofeo per club, la Coppa di Francia, che la sua squadra strappa alle detentrici dell'Olympique Lione nella finale del 31 maggio 2018 disputata allo Stadio della Meinau di Strasburgo.
Con l'arrivo sulla panchina del PSG dell'ex commissario tecnico della nazionale francese femminile, Olivier Echouafni, dalla stagione 2018-2019, la fiducia a Baltimore viene confermata anche dal nuovo tecnico della squadra che la impiega in campionato, Coppa di Francia e Champions League, dovendo rinunciare alla centrocampista in più d'una occasione per gli impegni con le nazionali Under-19 e Under-20. Ciò nonostante Baltimore marca 12 presenze con una rete, quella che fissa il risultato in trasferta sul 2-0 con il Digione alla 18ª giornata di campionato, alle quali se ne aggiungono 2 in Coppa, con una doppietta al CPBB Football nei sedicesimi di finale, e le 2 in Champions League, dove disputa da titolare l'incontro di andata dei sedicesimi di finale con le austriache del St. Pölten e gioca uno scampolo di partita nella sconfitta per 2-0 con le inglesi del Chelsea. Le prestazioni offerte durante la stagione la consacrano come una delle giovani calciatrici francesi più interessanti, venendo nominata nell'edizione 2019 degli UNFP awards tra le possibili vincitrici del premio per la migliore giovane calciatrice dell'anno della D1.
Dopo un'altra stagione, dove il PSG è costretto a fare da comprimaria alle eterne rivali dell'Olympique Lione, alla fine della stagione 2020-2021 condivide con le compagne la conquista del primo titolo di campione di Francia del PSG, spezzando l'egemonia del club di Lione..
Il 6 luglio 2024, Baltimore viene ingaggiata a titolo definitivo dal Chelsea, nella massima serie inglese, con cui firma un contratto quadriennale.

### Nazionale
Baltimore inizia ad essere convocata dalla Federcalcio francese (FFF) dall'inizio del 2017, inizialmente per indossare la maglia della formazione Under-17, con la quale debutta nella doppia amichevole con le pari età dell'Inghilterra del 24 e 26 gennaio, alle quali si aggiunge la doppia sfida, in terra britannica, il mese successivo. Chiamata sempre dal tecnico Sandrine Soubeyrand, viene inserita in rosa con la formazione che disputa la fase élite di qualificazione all'Europeo della Repubblica Ceca 2017, venendo impiegata in tutti i tre incontri della sua nazionale che, con due vittorie e una sconfitta chiude al primo posto il gruppo 5 accedendo così alla fase finale. Chiamata nuovamente da Soubeyrand, condivide con le compagne il percorso della Francia che, inserita nel gruppo A con Germania, Spagna e Rep. Ceca, perde l'incontro con le tedesche, pareggia con le iberiche e vince solo con le padrone di casa, chiudendo il girone al terzo posto e venendo eliminata dal torneo. Anche in questo caso gioca tutti i tre incontri prima dell'eliminazione.
L'anno seguente passa alla Under-19, chiamata dal tecnico Gilles Eyquem, con la quale debutta il 6 ottobre nell'amichevole vinta per 5-0 in trasferta con la Svizzera. Dopo altre due amichevoli quello stesso anno e la partecipazione al Torneo di La Manga nel marzo 2019, Eyquem la convoca per la fase élite di qualificazione all'Europeo di Scozia 2019, impiegandola in tutti i tre incontri che, con due vittorie e un pareggio, vedono la Francia conquistare la fase finale e dove segna anche tre reti, la prima delle quali, con la maglia delle Bleues, è quella che fissa sul 6-0 il risultato con il Portogallo. Eyquem la chiama anche per disputare la Sud Ladies Cup 2019, torneo a invito dove la sua nazionale ha l'opportunità di confrontarsi con altre formazioni pari età provenienti da diverse parti del mondo: Corea del Nord, Haiti, Messico e Giappone. In seguito scende in campo in tutti i cinque incontri che la Francia gioca a Scozia 2019, che attraverso il primo posto nel gruppo A, vittoria con Paesi Bassi e Scozia e pareggio con la Norvegia, superando in semifinale la Spagna per 3-1, giunta in finale vince il torneo battendo per 2-1 la Germania e dove Baltimore apre le marcature al 13'.
Nel frattempo, grazie alle prestazioni espresse nei tornei Under-19, arriva anche la convocazione in Under-20, debuttando in questa rappresentativa giovanile nell'amichevole del 23 novembre 2017 vinta per 2-0 sulle pari età della Svizzera, e dopo essere stata impiegata in una doppia amichevole pre-mondiale con Stati Uniti e Giappone, inserita nella rosa delle calciatrici che affrontano il Mondiale casalingo di Francia 2018. Nel torneo FIFA scende in campo in due dei tre incontri della fase a gironi, saltando quello con i Paesi Bassi e segnando la rete che fissa il risultato sul 4-1 con il Ghana nella partita inaugurale del girone, e ottenuto il passaggio del turno, in tutti i restanti incontri del torneo giocati dalla sua nazionale, la vittoria di misura sulla Corea del Nord ai quarti di finale, la sconfitta per 1-0 con la Spagna in semifinale e la finale per il terzo posto persa ai calci di rigore con l'Inghilterra.
Per la chiamata nella nazionale maggiore deve attendere l'inverno successivo, quando la ct Corinne Diacre la convoca in occasione delle qualificazioni all'Europeo di Inghilterra 2022, facendo il suo debutto il 1º dicembre 2020 nella netta vittoria per 12-0 sul Kazakistan segnando in quell'occasione anche la sua prima rete con le Bleues senior. Da allora Diacre la convoca con regolarità anche per le qualificazioni al Mondiale di Australia e Nuova Zelanda 2023.

## Statistiche

### Presenze e reti nei club
Statistiche aggiornate al 30 maggio 2025.
| Stagione        | Squadra             | Campionato      | Campionato | Campionato | Coppe nazionali | Coppe nazionali | Coppe nazionali | Coppe continentali | Coppe continentali | Coppe continentali | Altre coppe | Altre coppe | Altre coppe | Totale | Totale |
| Stagione        | Squadra             | Comp            | Pres       | Reti       | Comp            | Pres            | Reti            | Comp               | Pres               | Reti               | Comp        | Pres        | Reti        | Pres   | Reti   |
| --------------- | ------------------- | --------------- | ---------- | ---------- | --------------- | --------------- | --------------- | ------------------ | ------------------ | ------------------ | ----------- | ----------- | ----------- | ------ | ------ |
| 2016-2017       | Paris Saint-Germain | D1              | 1          | 0          | CF              | 0               | 0               | WCL                | 1                  | -                  | -           | -           | -           | 2      | 0      |
| 2017-2018       | Paris Saint-Germain | D1              | 9          | 1          | CF              | 4               | 1               | -                  | -                  | -                  | -           | -           | -           | 13     | 2      |
| 2018-2019       | Paris Saint-Germain | D1              | 12         | 1          | CF              | 2               | 2               | WCL                | 2                  | 0                  | -           | -           | -           | 16     | 3      |
| 2019-2020       | Paris Saint-Germain | D1              | 9          | 4          | CF              | 5               | 1               | WCL                | 3                  | 0                  | SCF         | -           | -           | 17     | 5      |
| 2020-2021       | Paris Saint-Germain | D1              | 21         | 8          | CF              | 1               | 0               | WCL                | 6                  | 1                  | SCF         | -           | -           | 28     | 9      |
| 2021-2022       | Paris Saint-Germain | D1              | 22         | 4          | CF              | 5               | 1               | UWCL               | 10                 | 3                  |             | -           | -           | 37     | 8      |
| 2022-2023       | Paris Saint-Germain | D1              | 21         | 5          | CF              | 4               | 0               | UWCL               | 8                  | 1                  | SCF         | 1           | 0           | 34     | 8      |
| 2023-2024       | Paris Saint-Germain | D1              | 16+2       | 7          | CF              | 4               | 1               | UWCL               | 11                 | 1                  | SCF         | 1           | 0           | 34     | 8      |
| Totale Paris SG | Totale Paris SG     | Totale Paris SG | 113        | 30         | -               | 25              | 6               | -                  | 41                 | 6                  | -           | 2           | 0           | 181    | 42     |
| 2024-2025       | Chelsea             | WSL             | 15         | 4          | CI              | 5               | 3               | UWCL               | 8                  | 2                  | CL          | 1           | 0           | 29     | 9      |
| Totale carriera | Totale carriera     | Totale carriera | 128        | 34         | -               | 30              | 9               | -                  | 49                 | 8                  | -           | 3           | 0           | 210    | 51     |

## Palmarès

### Club
- Coppa di Francia: 3

Paris Saint-Germain: 2017-2018, 2021-2022, 2023-2024
- Campionato francese: 1

Paris Saint-Germain: 2020-2021
- Campionato inglese: 1

Chelsea: 2024-2025
- Women's FA Cup: 1

Chelsea: 2024-2025
- FA Women's League Cup: 1

Chelsea: 2024-2025

### Nazionale
- Campionato d'Europa under 19: 1

2019